# Пуенте-В'єсго
Пуенте-В'єсго (ісп. Puente Viesgo) — муніципалітет в Іспанії, у складі автономної спільноти Кантабрія. Населення — 2746 осіб (2009).
Муніципалітет розташований на відстані близько 320 км на північ від Мадрида, 21 км на південний захід від Сантандера.
На території муніципалітету розташовані такі населені пункти: Аес, Іхас, Лас-Пресільяс, Пуенте-В'єсго (адміністративний центр), Варгас.

## Демографія
Динаміка населення (INE ):

## Галерея зображень
- Розташування муніципалітету

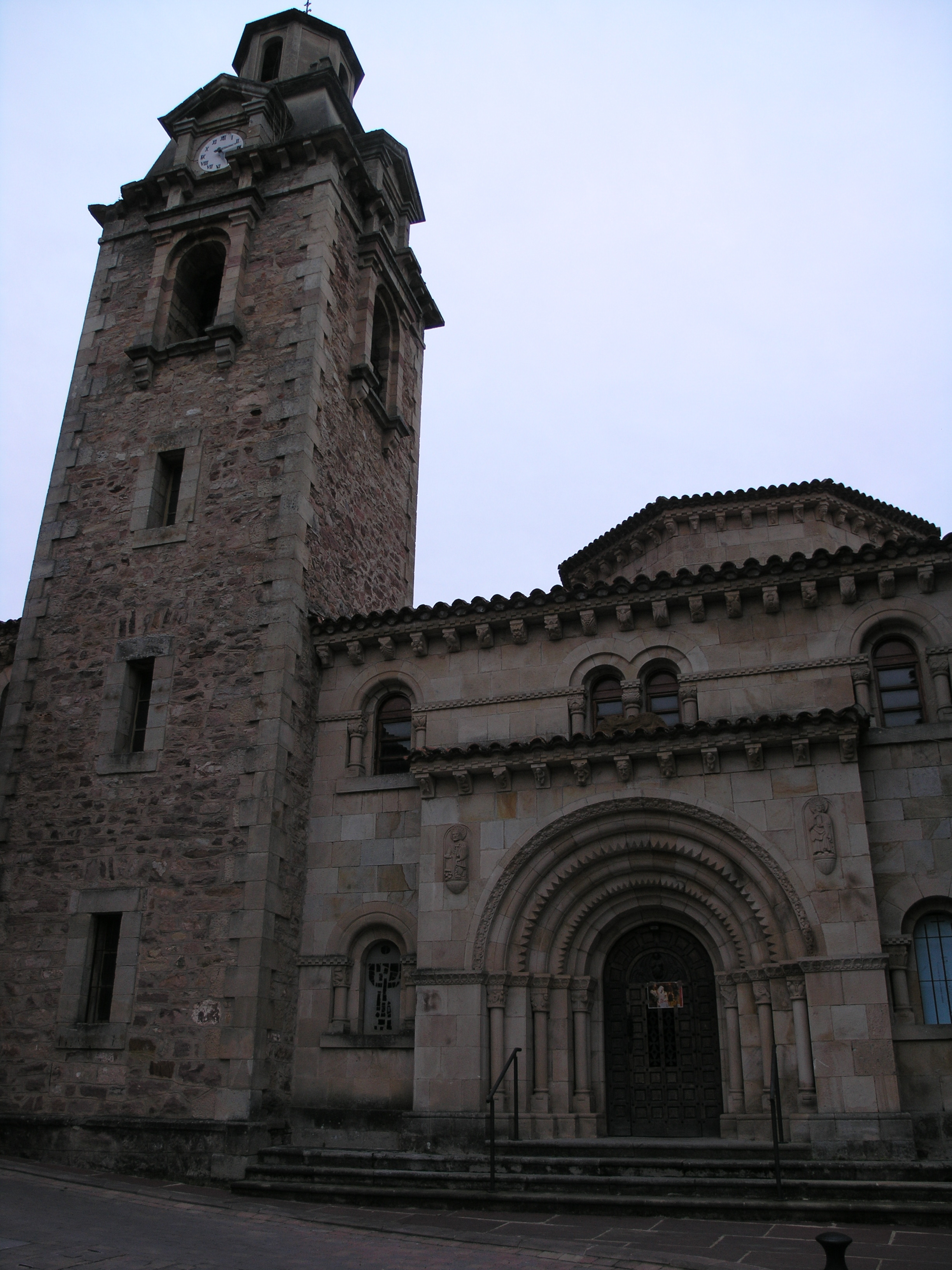
Парафіяльна церква Сан-Мігель, Пуенте-В'єсго
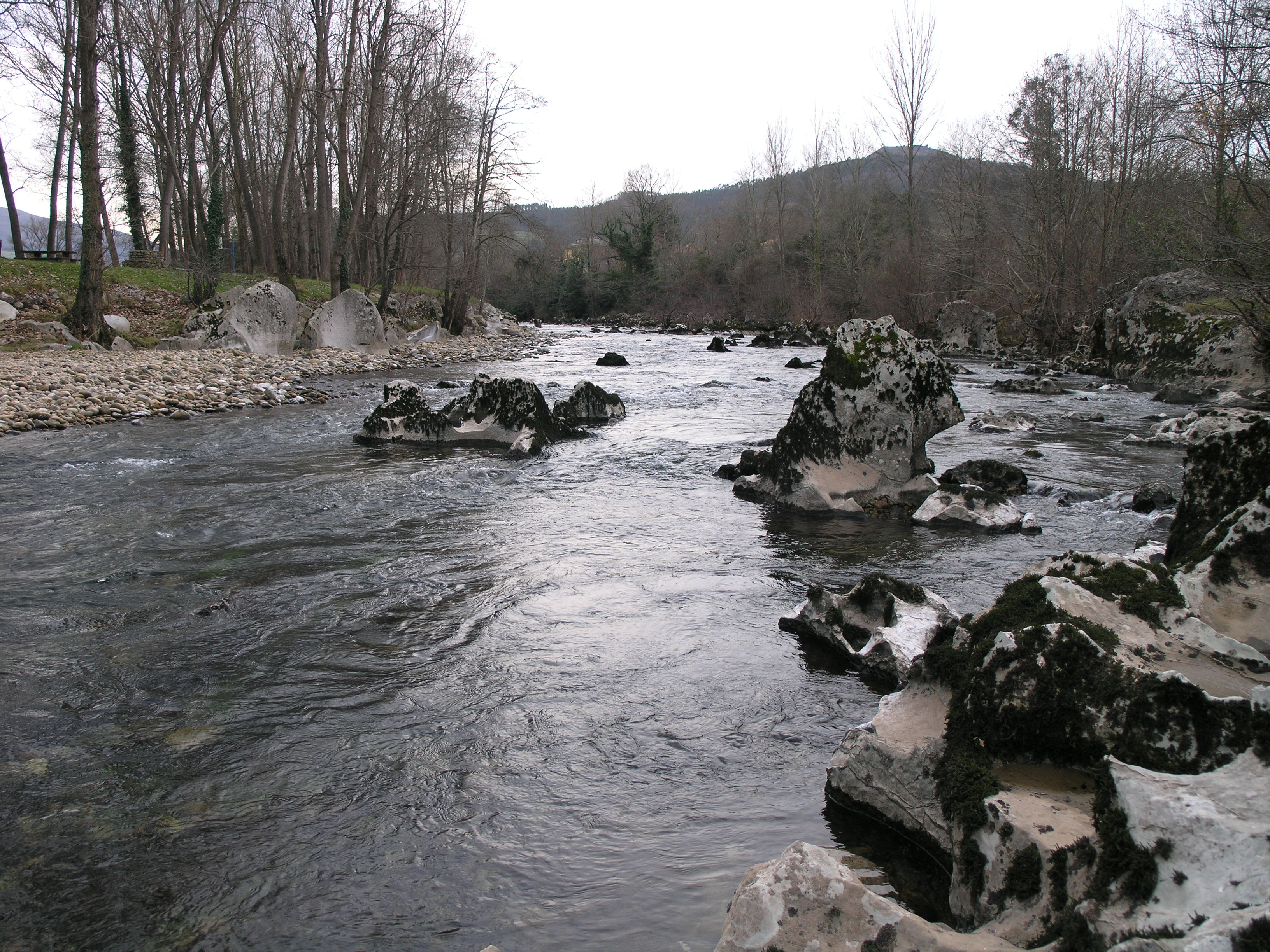
Річка Пас